# Emma Eichmeyer
Emma Eichmeyer (* 25. Februar 2000) ist eine deutsche Basketballspielerin.

## Laufbahn
Eichmeyer spielte beim SV Rot-Weiß Sutthausen und setzte dann ihre Basketballausbildung in der Jugendabteilung des Osnabrücker Sportclub fort. Sie trat für den OSC in der Weiblichen Nachwuchs-Basketball-Bundesliga an.
2019 stieg die 1,81 Meter große Flügelspielerin mit den Damen des OSC in die Bundesliga auf, zuvor erreichte man noch als Zweitligist das Endspiel um den DBBL-Pokal, welches jedoch verloren wurde. 2021 belegte sie mit Osnabrück in der deutschen Meisterschaft den zweiten Platz.
In der Sommerpause 2023 wechselte Eichmeyer zu den Sheffield Hatters in das Vereinigte Königreich. Im Vorfeld der Saison 2024/25 schloss sie sich dem schwedischen Meister Södertälje BBK an.

### Nationalmannschaft
2019 nahm sie an der U20-Europameisterschaft teil, im November 2022 bestritt Eichmeyer ihr erstes A-Länderspiel. Bei der EM 2025 erreichte sie mit der deutschen Auswahl das Viertelfinale, dort schied man gegen Belgien aus. Sie wurde ebenfalls deutsche Nationalspielerin in der Spielart 3-gegen-3.